# Rebekah Gardner
Rebekah Jasmine Gardner (Palm Springs, Califòrnia, 9 de juliol de 1990) és una jugadora de bàsquet americana.
Aler, competí a la Lliga NCAA amb l'UCLA Bruins durant quatre temporades (2008-12). Jugà professionalment a partir de la temporada 2012-13 en diversos equips de la lliga israeliana, Hapoel Petah Tikva (2012-13), Maclaren Holon (2013-14), Maccabi Ramat Hen (2014-16), essent escollida MVP de la temporada 2015-16, i Bnot Hertzeliya (2019-20), i també de la lliga turca, Osmaniye Genclik (2016-17), Istanbul Univ. SK (2017-18), 2018/19 OGM Ankara (2018-19) i Botas Spor (2020). Després de jugar una temporada a la lliga romanesa amb el Sepsi SIC, fitxà per l'Uni Girona Club de Bàsquet la temporada 2021-22. En el seu primer any, fou escollida MVP de la Lliga femenina i debutà a l'Eurolliga. L'estiu de 2022 debutà a la WNBA amb el Chicago Sky i fou inclosa en el cinc ideal de les rookies amb trenta-dos anys. De tornada a les competicions estatals la temporada 2022-23, guanyà amb l'Uni Girona la Supercopa d'Espanya i fou escollida MVP del torneig. En el seu segon any a la WNBA, es lesionà greument al peu i no pogué continuar a la competició. Després de la seva recuperació, es reincorporà al club gironí el gener de 2024.